# Бутурлин, Дмитрий Петрович (1763)
Граф Дми́трий Петро́вич Бутурли́н (14 [26] декабря 1763 — 7 [19] ноября 1829) — русский библиофил и поэт, тайный советник, сенатор, директор Эрмитажа. Представитель рода Бутурлиных, внук фельдмаршала Александра Бутурлина и сенатора Романа Воронцова.

## Биография

### Служба
Единственный сын графа Петра Александровича Бутурлина от брака с графиней Марией Романовной Воронцовой, его крестной матерью была Екатерина II, пожаловавшая крестника у купели сержантом гвардии. Дмитрию Петровичу было всего 2 года, когда умерла мать, и он воспитывался у своего дяди — холостяка Александра Романовича Воронцова, будущего канцлера Российской империи.
По окончании Сухопутного шляхетского корпуса, в 1785 году был определён адъютантом к светлейшему князю Г. А. Потёмкину, но через 6 недель был причислен к Коллегии иностранных дел.
Благодаря своему дяде Александру Романовичу с юных лет увлекался передовыми воззрениями эпохи Просвещения, был страстным поклонником Вольтера и Руссо. Просил императрицу отпустить его в Париж, где началась революция. Получив отказ, в знак протеста в возрасте 22 лет вышел в отставку. Оставив двор, Бутурлин перебрался в Москву.
Впоследствии, послушав жену, вернулся на службу, но его карьера не была блестяща. В 1805 году назначен посланником в Рим, но не выехал туда, вследствие разрыва дипломатических отношений. В 1809 году отказался от предложенного ему поста посланника в Штутгарт и был назначен директором Императорского Эрмитажа, где и числился до 1817 года, не принимая, впрочем, в действительности никакого участия в управлении музеем.
Достигнув чина тайного советника и звания действительного камергера и сенатора, но не имея при этом ни одного ордена, вышел в отставку в 1817 году и навсегда покинул Россию.

## Частная жизнь
Крупное богатство давало графу Бутурлину возможность посвящать досуг удовлетворению своих изящных вкусов. Он покупал картины, устраивал оранжереи, занимался физическими опытами, белой магией, фокусами, писал французские стихи и с успехом распевал в великосветских спектаклях французские и итальянские романсы, аккомпанируя себе на гитаре. Был щёголем, посылал своё белье стирать в Париж. Был глубоко верующий и набожный человек, в молодости был масоном и платил этим дань своему веку.

Дмитрий Петрович считал своим долгом ежедневно приобретать какое-нибудь новое знание, и был в жизни аккуратен и пунктуален. Владел несколькими языками, был страстным библиофилом. Собрал обширную и редкую библиотеку, одну из лучших в Европе — более 40 тысяч томов. Обладал обширной начитанностью и феноменальной памятью, позволявшей ему цитировать наизусть всех латинских и французских классиков и безошибочно указывать страницы книг в своей громадной библиотеке. Художница Виже-Лебрён, посетившая Москву в октябре 1800 года, писала:
…Граф Бутурлин был одним из самых выдающихся людей по своей учёности и знаниям. Он говорил с удивительной легкостью на многих языках, а разнообразнейшие сведения придавали его разговору чрезвычайную прелесть, но это его преимущество нисколько не мешало ему отменно держаться просто, равно как и принимать радушно всех своих гостей. Я была поражена, слушая рассказы его чуть ли не всех городах Европы и о достопримечательностях, в оных содержащихся, про кои говорил он как человек, долго живший там. На самом же деле граф никогда не выезжал из России.
Московская библиотека Бутурлина вместе с оранжереями, музеем и садом находились на Яузе в Немецкой слободе, рядом с дворцовым садом (ныне Госпитальный переулок, дом 4а/2). Среди посетителей московского дома графа были И. И. Дмитриев, Н. М. Карамзин, П. А. Вяземский. Завсегдатаями Бутурлиных были и братья Василий и Сергей Львович Пушкины, в детстве бывал Александр Пушкин с сестрой Ольгой. Дети Бутурлиных приходились дальней роднёй Пушкину.
У Бутурлиных жило полно иностранцев — гувернеров и гувернанток, воспитателей, учителей, художников, музыкантов, просто приживалов и приживалок. Среди них были люди небезызвестные — поэт и живописец Сальвадор Тончи, художник Молинари, профессор Реми Жилле, пению детей Бутурлиных обучал итальянец Перотти.

Богатейшее книжное собрание графа было открыто для посетителей. Английский путешественник Кларк писал:
Библиотека несмотря на огромный зал, зимой постоянно отоплена. Довольно легко получить дозволение пользоваться ею. Здесь книги собраны не только для тщеславия; хозяин сам пользуется ими и предоставляет их другим.

Когда в 1812 году сгорел его московский дом, Бутурлин успел собрать другую библиотеку в 33 000 томов. Вторую библиотеку он начал составлять по переезде во Флоренцию. Это собрание было продано в 1842 году в Париже с аукциона. Узнав о пожаре, истребившем известную библиотеку, граф Бутурлин перекрестился и только сказал:
Бог дал, Бог и отнял; да будет святая Его воля.
При всем этом Дмитрий Петрович был человеком своего времени и не был свободен от причуд. Его гости, какими бы знатными они не были, если опаздывали хоть на минуту на домашние представления, находили двери дома графа запертыми; в доме был странный распорядок жизни, согласно которому хозяин семьи предпочитал обедать отдельно от своих близких. Как хозяин, Бутурлин не стоял выше многих людей его времени и круга: без толка и выгоды продавал поместья, без уменья пускался в откупные дела и становился жертвой аферистов.
Княгиня Е. Р. Дашкова желала, чтобы Бутурлин принял сам или для своего старшего сына, всё её наследство, с прибавлением фамилии Дашков. Но чувство справедливости, не позволило Дмитрию Петровичу принять предложение его тётки в ущерб законных наследников. Граф С. Р. Воронцов, к которому обратилась по этому же вопросу княгиня Дашкова, сделал то же самое. Тогда княгиня обратилась к графине Ирине Ивановне Воронцовой, которая дала своё согласие от имени своего несовершеннолетнего сына, графа И. Л. Воронцова, — с прибавкой фамилии Дашкова.
Бутурлину принадлежали имения Бутурлиновка и Порздни, но каждое лето он с семье проводил в подмосковном имении Белкино, здесь он пел на клиросе в церкви Бориса и Глеба, к которой пристроил зимной придел в честь иконы Божией Матери Утоли Моя Печали, летний досуг в усадьбе Дмитрий Петрович посвящал садоводству. В Белкино семья графа пережила и 1812 год.
После потери московского дома, вплоть до отъезда в Италию, каждую зиму Бутурлины проводили в Петербурге.

### В Италии
В августе 1817 года Дмитрий Петрович, который давно страдал тяжелой астматической болезнью, по рекомендации врачей уехал со всей семьей в Италию. Приехав во Флоренцию, Бутурлины сначала жили в снятом ими палаццо Гвиччардини (итал. Palazzo Guicciardini) недалеко от палаццо Питти.
В 1824 году Бутурлины переехали в собственный четырёхэтажный палаццо, купленный Дмитрием Петровичем для своей многочисленной семьи. Это был старинный ренессансный палаццо Никколини (итал. Palazzo Niccolini). Здесь Дмитрий Петрович начал собирать новую библиотеку.
В их доме появилась православная русская церковь — самая первая в Италии, хотя часть семьи и приняла католичество. Дом Бутурлиных во Флоренции оставался таким же хлебосольным и открытым. Завсегдатаями дома стали Орест Кипренский, Карл и Александр Брюлловы, Сильвестр Щедрин. Частым гостем бывал в их доме чиновник коллегии иностранных дел Д. П. Северин.
7 ноября 1829 года граф Бутурлин умер от отёка легких и был похоронен на Греческом православном кладбище при православной греческой церкви Успения Божией Матери (Chiesa Greco-Ortodossa della Dormizione della SS Madre di Dio) в городе Ливорно, недалеко от Флоренции.

## Семья

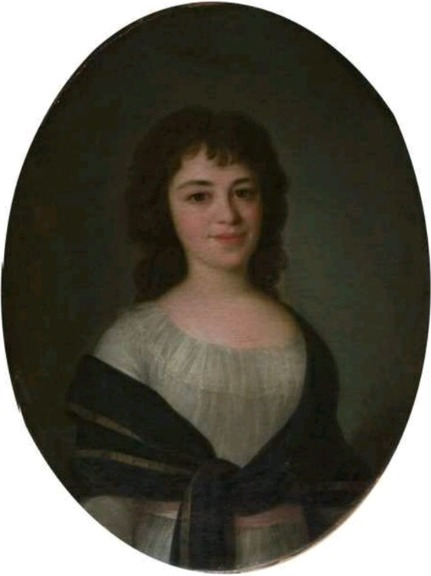
Анна Артемьевна Воронцова, в замужестве Бутурлина. 1793. Художник — Ф. Рокотов

Граф Бутурлин был женат с 1793 года на своей троюродной сестре Анне Артемьевне Воронцовой (1777—1854). У них было девять детей:
- Пётр Дмитриевич (08.06.1794[8]—1853), крещен 11 июня 1794 года в Симеоновской церкви при восприемстве деда А. И. Воронцова и княгини Е. А. Долгоруковой; участник войны 1812 года, был награждён орденом Св. Владимира 4-й ст., адъютант у графа М. С. Воронцова; дипломат, секретарь русской миссии в Риме в 1822—1825 гг. Был женат с 1822 года на Авроре Осиповне Понятовской (1800—1872), жил с семьей в Италии, как и три его сестры, принял католичество.
- Мария Дмитриевна (1795—1879), замужем за тосканским графом Диньи.
- Павел Дмитриевич (1797 — ум. во млад.)
- Александр Дмитриевич (1800 — ум. во млад.)
- Борис Дмитриевич (1802 — ум. во млад.)
- Елизавета Дмитриевна (24.07.1803[9]—1879), замужем за ломбардским маркизом Соммариной.
- Михаил Дмитриевич (1807—1876), военный историк и автор известных воспоминаний.
- Софья Дмитриевна (27.02.1809[10]—1813)
- Елена Дмитриевна (1813—1881), замужем за ломбардским князем Видониа Сорреджиано (ум. 1836).

Акварели И. Н. Эндера:

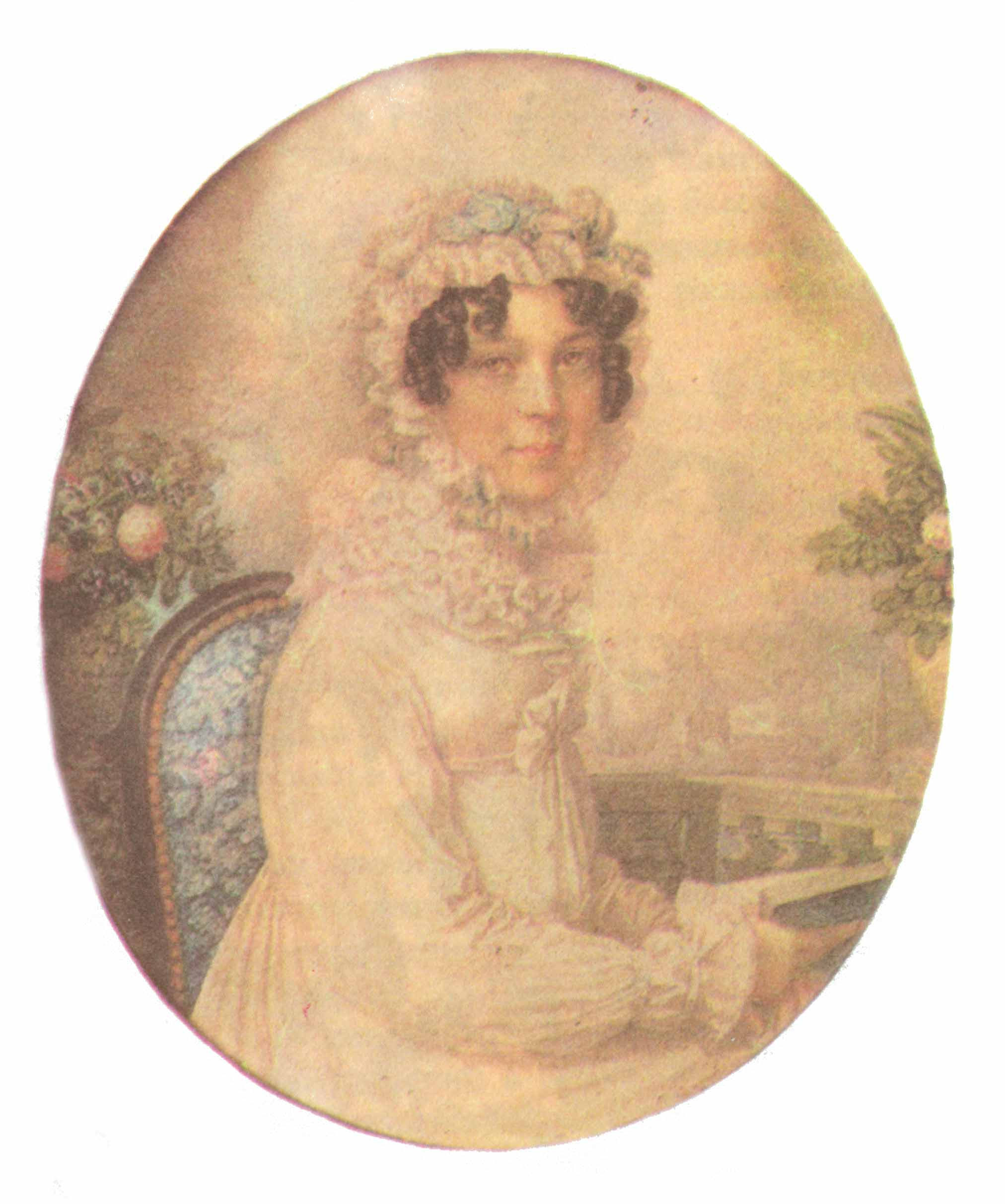
Анна Артемьевна (художник П. Карлони)
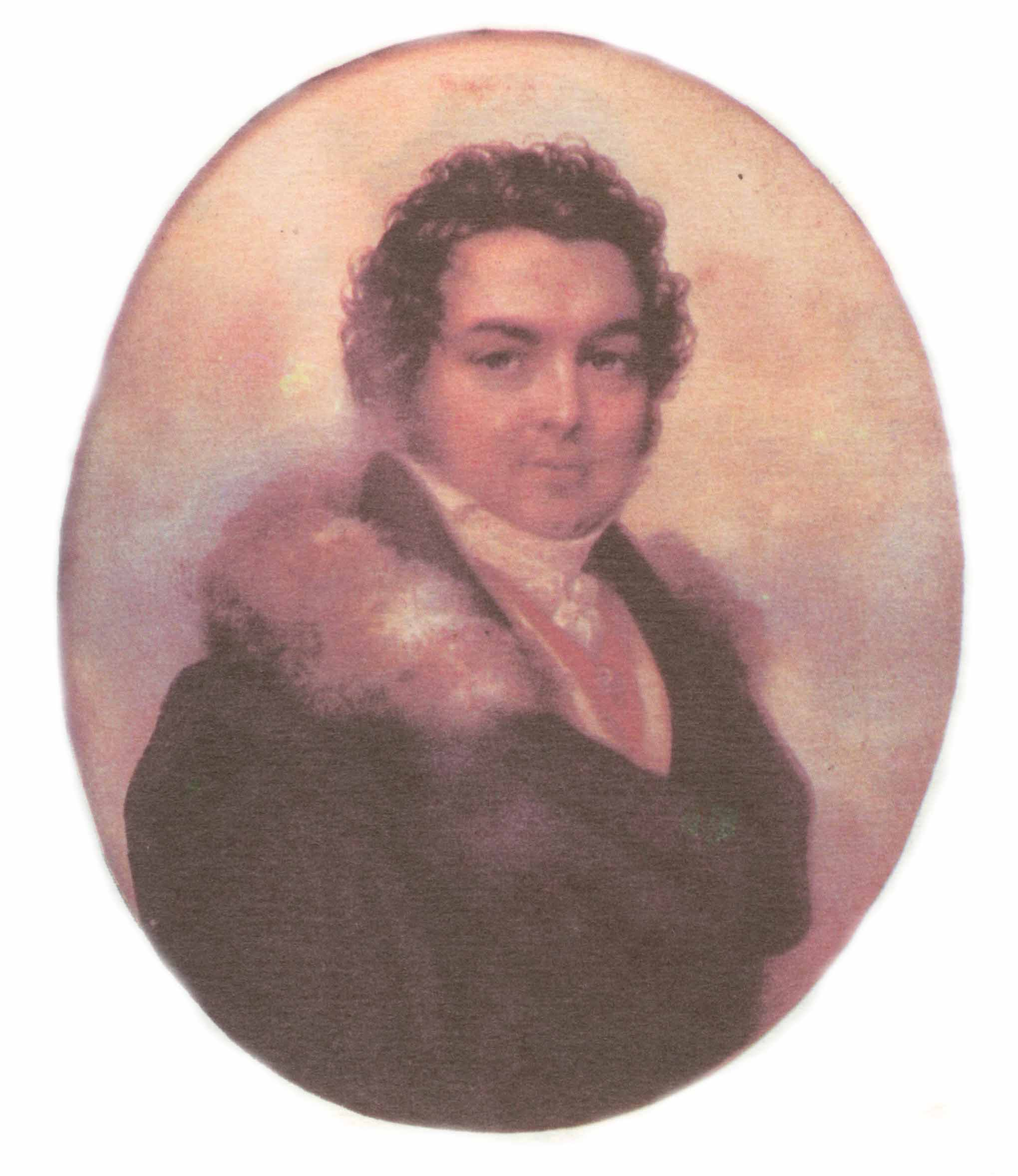
Пётр
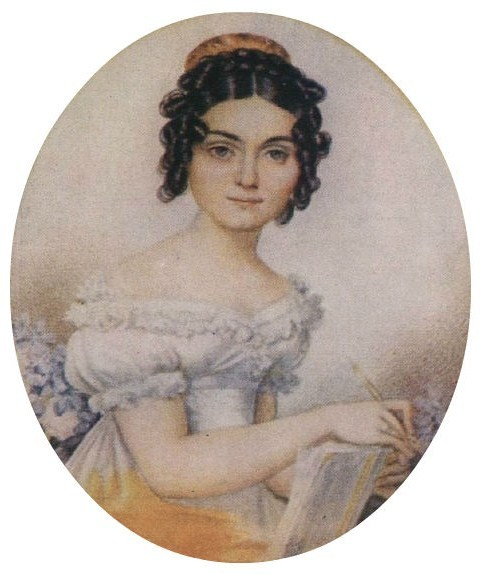
Мария
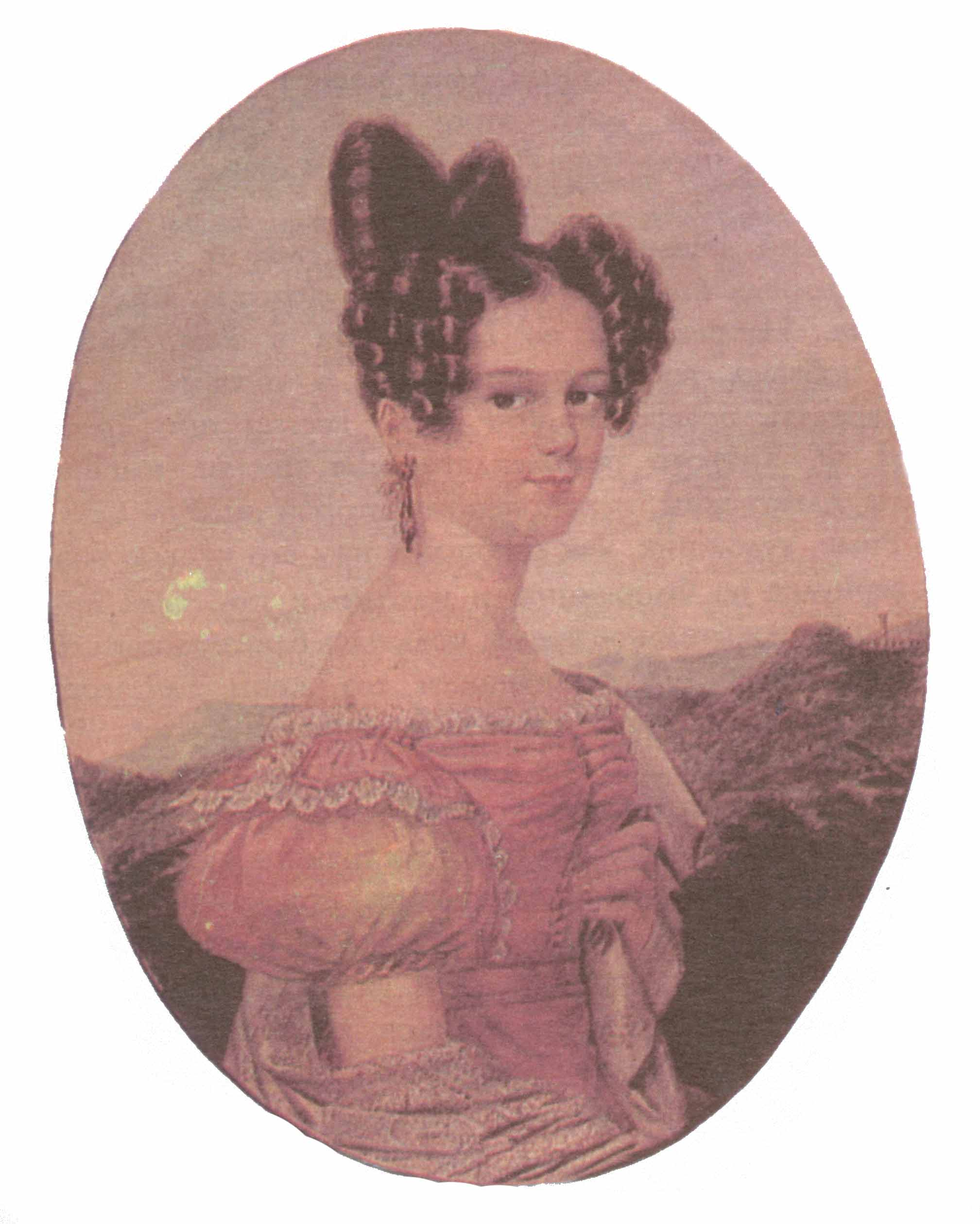
Елизавета
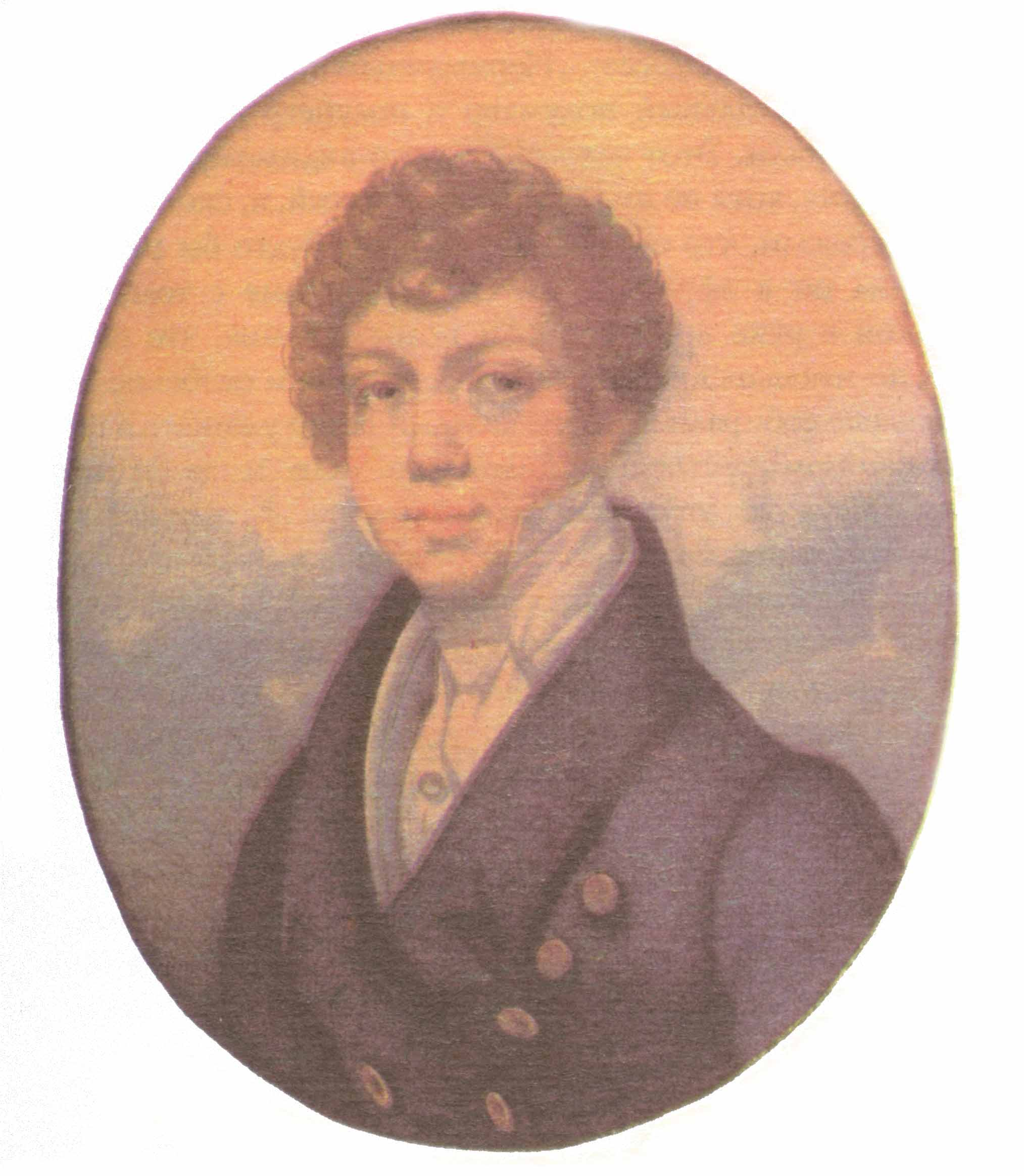
Михаил
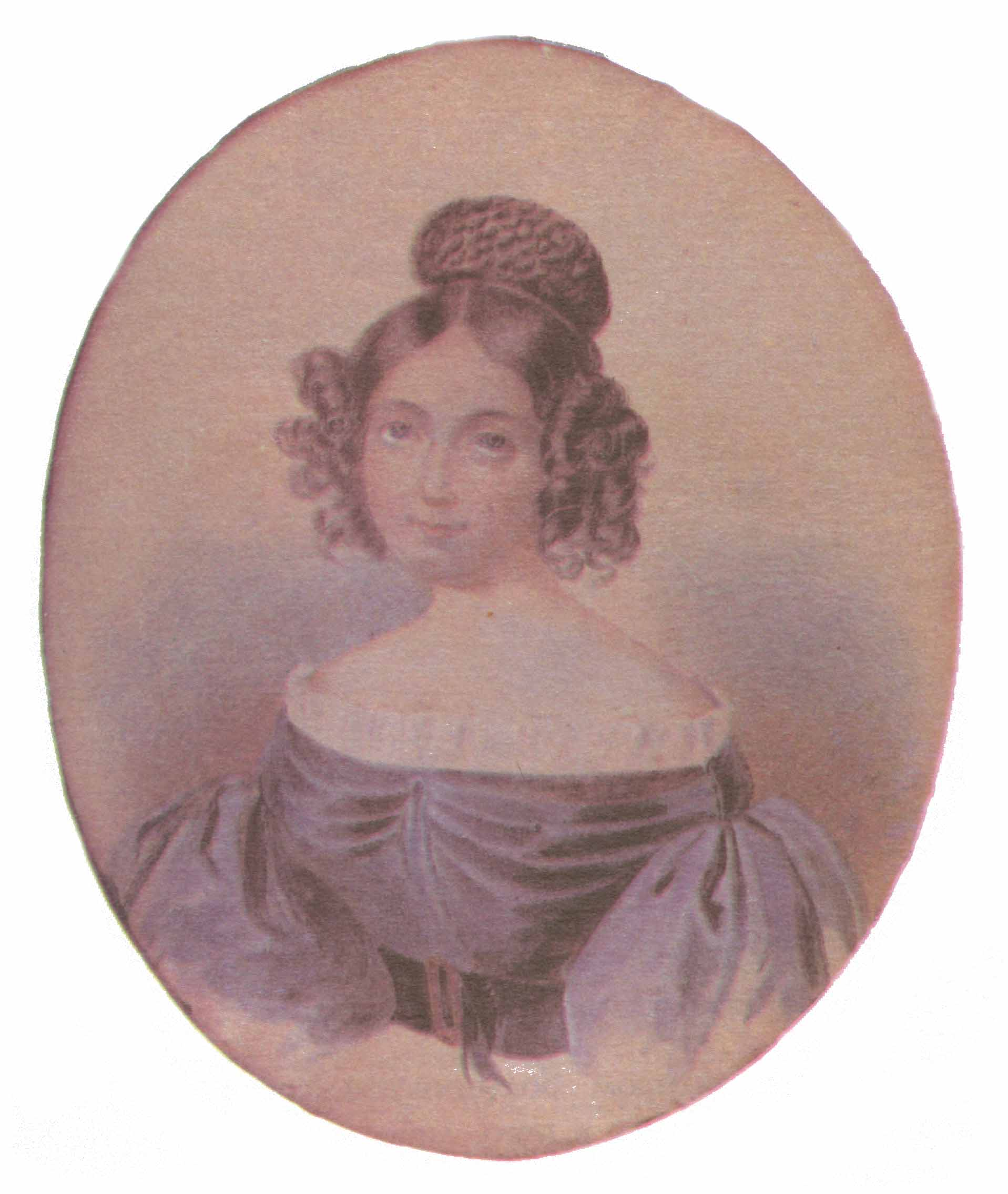
Елена